# Кропевниця-Ґайкі
Кропевниця-Ґайкі (пол. Kropiewnica-Gajki) — село в Польщі, у гміні Кобилін-Божими Високомазовецького повіту Підляського воєводства.
Населення — 200 осіб (2011).
У 1975-1998 роках село належало до Ломжинського воєводства.

## Демографія
Демографічна структура станом на 31 березня 2011 року:
|          | Загалом | Допрацездатний вік | Працездатний вік | Постпрацездатний вік |
| -------- | ------- | ------------------ | ---------------- | -------------------- |
| Чоловіки | 115     | 28                 | 63               | 24                   |
| Жінки    | 85      | 22                 | 42               | 21                   |
| Разом    | 200     | 50                 | 105              | 45                   |